# ЮКД
„Юнивърсити Колидж Дъблин“ (на ирландски: Cumann Sacar Choláiste na hOllscoile, Baile Átha Cliath) или просто ЮКД е ирладнски футболен отбор от столицата Дъблин. 

## История
ЮКД е основан през 1895 г. като „Католически Университет Медицинско училище“. Той се явява представителен отбор на Университета в Дъблин. Състезава се в Ирландската висша дивизия. Тимът играе домакинските си мачове на стадион ЮКД Боул, който разполага с капацитет от 3 000 места. Дебют в Премиър лигата прави през 1985/86 година завършвайки на последното 12-то място.

## Успехи
Национални
- Ирландска висша лига
  - 4-то (1): 1999/2000
- Купа на футболната асоциация на Ирландия:
  - Носител (7): 1939, 1960, 1963, 1993, 1996, 1997, 2000
- Купа на Ирландия:
  -  Носител (1): 1983/84
- Купа на лигата:
  -  Финалист (2): 2000/01, 2005
- Ирландска първа дивизия (2 ниво)
  -  Победител (3): 1994/95, 2009, 2018[1]
- Купа на първа лига:
  -  Носител (2): 1991/92, 1994/95
- Купа на Ленстър:
  -  Носител (3): 1980/81, 1995/95, 1995/96
- Междинна купа на FAI:
  -  Носител (1): 1944/45
- Междинна купа на Ирландия:
  -  Носител (1): 1914/15

Университетски
- Купа Колингууд:
  -  Носител (47): 1914,1921, 1922, 1924, 1925, 1926, 1927, 1928, 1930, 1936, 1937, 1938, 1941, 1943, 1944, 1945, 1946, 1948, 1949, 1950, 1951, 1952, 1953, 1954, 1956, 1958, 1959, 1961, 1969, 1972, 1973, 1976, 1981, 1983, 1984, 1987, 1988, 1989, 1992, 1993, 1994, 2007, 2009, 2010, 2012, 2013, 2016, 2018, 2022
- Купа Фаркуър:
  -  Носител (1): 2012